# Jerzy Buczma
Jerzy Buczma (ur. 25 lipca 1944 w Brzozowej, zm. 26 sierpnia 2004 w Gdyni) – polski kontradmirał i magister inżynier mechanik okrętowy. W okresie od 1963 do 1999 służył w Siłach Zbrojnych. Był m.in. szefem Logistyki – zastępcą dowódcy Marynarce Wojennej oraz dyrektorem Departamentu Dostaw Uzbrojenia i Sprzętu Wojskowego w Ministerstwie Obrony Narodowej.

## Wykształcenie
Jerzy Buczma urodził się 25 lipca 1944 w Brzozowej. W 1963 został przyjęty na Wydział Techniczny w Wyższej Szkole Marynarki Wojennej w Gdyni. Po ukończeniu nauki w 1968 otrzymał promocję oficerską i tytuł inżyniera mechanika okrętowego. Był również absolwentem studiów magisterskich (1978) na Wydziale Budowy Okrętów Politechniki Gdańskiej. Na tej uczelni ukończył także w 1981 studia podyplomowe z zakresu remontów jednostek pływających. W 1985 odbył kurs w Wojskowej Akademii Tyłów i Transportu Sił Zbrojnych ZSRR.

## Służba wojskowa
Po promocji oficerskiej został skierowany do Oddziału Zabezpieczenia Hydrograficznego w Gdyni na stanowisko II oficera mechanika okrętu hydrograficznego ORP „Bałtyk”. Od 1970 był I oficerem mechanikiem na tej jednostce. W 1971 przeszedł na ORP „Gryf”, okręt szkolny Wyższej Szkoły Marynarki Wojennej, gdzie w dziale VI – elektromechanicznym początkowo pełnił funkcję dowódcy grupy kotłów i drenażu, a następnie dowódcy działu. W 1976 został dowódcą działu VI – elektromechanicznego w pierwszej załodze okrętu szkolnego ORP „Wodnik”, wchodzącego w skład grupy okrętów szkolnych Wyższej Szkoły Marynarki Wojennej. Od 1978 do 1986 pracował w Szefostwie Służb Technicznych i Uzbrojenia Marynarki Wojennej w Gdyni. Był kolejno specjalistą i starszym specjalistą w Oddziale Eksploatacji Okrętów oraz szefem Oddziału Eksploatacji i Remontów. Następnie został szefem Służby Techniczno-Okrętowej.
W 1986 przeniesiono go do Warszawy na stanowisko zastępcy szefa Techniki Morskiej w Głównym Inspektoracie Techniki Wojska Polskiego. Od 1990 kierował Stocznią Marynarki Wojennej w Gdyni. W 1991 powrócił do Dowództwa Marynarki Wojennej i objął funkcję szefa Służb Technicznych i Zaopatrzenia – zastępcy dowódcy ds. techniki i zaopatrzenia. Po reorganizacji w 1994 temu stanowisku zmieniono nazwę na: szef Logistyki - zastępca dowódcy Marynarki Wojennej. Od 1998 był dyrektorem Departamentu Dostaw Uzbrojenia i Sprzętu Wojskowego w Ministerstwie Obrony Narodowej w Warszawie. W 1999 został przeniesiony do rezerwy z przyczyn zdrowotnych.
Zginął tragicznie w wypadku samochodowym 26 sierpnia 2004 w Gdyni. Został pochowany 30 sierpnia 2004 na Cmentarzu Marynarki Wojennej w Gdyni-Oksywiu.

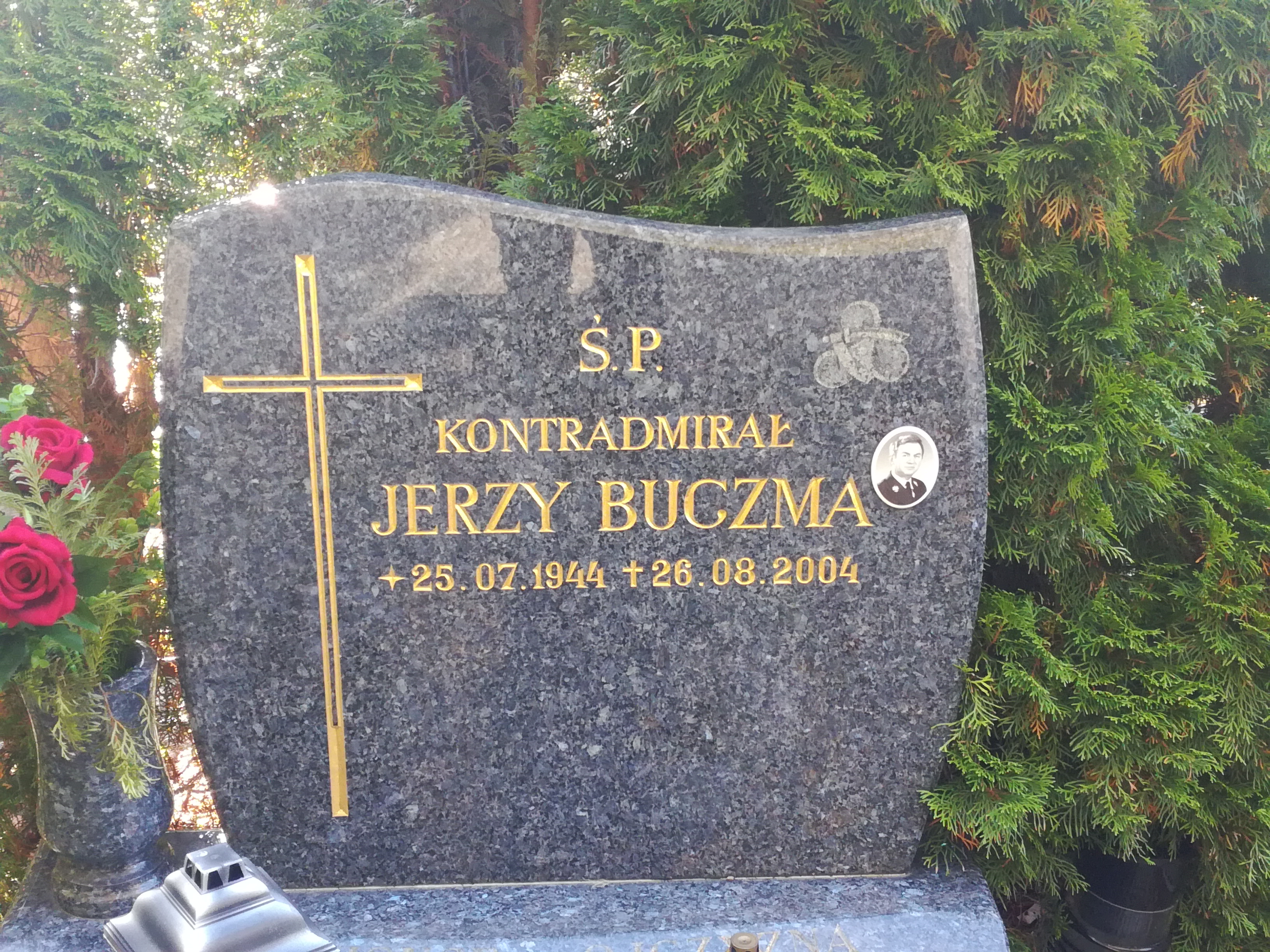
Grób kontradm. Jerzego Buczmy na Cmentarzu Marynarki Wojennej w Gdyni-Oksywiu

Awansował kolejno na stopnie oficerskie:
- podporucznika marynarki - 1968
- porucznika marynarki - 1970
- kapitana marynarki - 1975
- komandora podporucznika - 1979
- komandora porucznika - 1983
- komandora - 1987
- kontradmirała - 1992.

## Odznaczenia
- Krzyż Kawalerski Orderu Odrodzenia Polski
- Złoty Krzyż Zasługi
- Złoty Medal „Siły Zbrojne w Służbie Ojczyzny”
- Złoty Medal „Za zasługi dla obronności kraju”.